# Russ Manning
Russell George Manning (1929–1981) foi um desenhista estadunidense de quadrinhos, criador da série "Magnus contra os Robos" (Magnus, Robot Fighter) e desenhista das tiras do Tarzan e de Star Wars. Ele entrou para o Comic Book Hall of Fame em 2006.
Manning estudou no Instituto de Arte do Condado de Los Angeles. Mais tarde, durante seu serviço militar no Japão, desenhou cartuns para o jornal da sua base militar.
Em 1953, ele foi trabalhar para a Western Publishing e ilustrou histórias para uma grande variedade de quadrinhos de faroeste publicados pela Dell Comics e depois para a Gold Key Comics. Seu primeiro grande trabalho foi com Irmãos de Lança, uma história complementar criada por Gaylord Du Bois na revista em quadrinhos do Tarzan. Ele também desenhou aventuras do Tarzan. Magnus Robot Fighter apareceu em 1963 e Manning desenhou as primeiras 21 revistas, até 1968.
Desenho personagens de filmes e séries da Walt Disney Company: Rob Roy, Zorro e Robin Hood.
De 1965 a 1972, Manning desenhou as séries da Gold Key com Tarzan. Nessa época, ele adaptou para os quadrinhos dez doss primeiros onze romances escritaos por Edgar Rice Burroughs, com roteiros de Gaylord Du Bois. As primeiras oito aventuras foram republicadas pela Dark Horse Comics como Edgar Rice Burroughs' Tarzan of the Apes (Tarzan of the Apes, Return, Beasts e Son of Tarzan), Edgar Rice Burroughs' Tarzan — The Jewels of Opar (Tarzan and the Jewels of Opar and Jungle Tales of Tarzan), e Edgar Rice Burroughs' Tarzan The Untamed (Tarzan the Untamed e Tarzan the Terrible). Ele também desenhou as aventuras de Korak (as primeiras onze edições da Gold Key, também escritas por Du Bois).
De 1969 a 1972 ele desenhou as tiras diárias de Tarzan e as páginas dominicais até 1979. Ele também criou quatro graphic novels originais do Tarzan para publicações europeias. Duas delas foram republicadas pela Dark Horse Comics (Tarzan in The Land That Time Forgot e The Pool of Time) (ISBN 1-56971-151-8). Durante esse período ele usou assistentes: William Stout, Rick Hoberg, Mike Royer e Dave Stevens.
Magnus, sua série melhor conhecida da Gold Key, era ambientada no ano de 4.000. Manning o descreveu como um futuro limpo, com população dependente de robôs, homens e mulheres bonitos.  Quando muitos ilustradores de ficção científica desenhavam naves interestelares no formato de foguetes V-2 da Segunda Guerra Mundial, Manning preferia aparências mais exóticas. Seu trabalho em Magnus foi republicado pela Dark Horse Comics com um colorido diferente do original.
Seu último grande trabalho foi escrever e desenhar as tiras de Star Wars, de 1979-1980. Esse trabalho foi reunido pela Dark Horse Comics no volume Classic Star Wars: The Early Adventures (ISBN 1-56971-178-X), que omitiu que Manning apenas desenhou alguns dos episódios escritos por Steve Gerber e Archie Goodwin.